# OFCネイションズカップ2002
OFCネイションズカップ2002は、オセアニア各国の代表チームによって争われるサッカー大会OFCネイションズカップの第6回大会である。本大会は、ニュージーランド・オークランドのエリクソン・スタジアム（現マウント・スマート・スタジアム）と、オークランド郊外ノース・ショア・シティにあるノース・ハーバー・スタジアムで2002年7月5日から14日にかけて行われた。ニュージーランドが2大会ぶり3回目の優勝を決め、コンフェデレーションズカップ出場権を獲得した。

## 出場国
2001年10月発表のFIFAランキングをもとに、OFCに加盟国を1位から11位に格付け、当時FIFA未加盟であったニューカレドニアを12位としたうえで、上位6ヶ国に本大会出場権を与え、棄権したクック諸島を除く残りの5ヶ国で2つの出場枠を巡り予選を戦った。
- オーストラリア （OFCランク1位）
- ニュージーランド （OFCランク2位）
- フィジー （OFCランク3位）
- タヒチ （OFCランク4位）
- ソロモン諸島 （OFCランク5位）
- バヌアツ （OFCランク6位）
- パプアニューギニア （予選1位）
- ニューカレドニア （予選2位）

## 本大会

### 1次リーグ

#### グループ1
| 順 | チーム           | 試 | 勝 | 分 | 敗 | 得 | 失 | 差  | 点 | 出場権または降格 |
| -- | ---------------- | -- | -- | -- | -- | -- | -- | --- | -- | ---------------- |
| 1  | オーストラリア   | 3  | 3  | 0  | 0  | 21 | 0  | +21 | 9  | 準決勝に進出     |
| 2  | バヌアツ         | 3  | 2  | 0  | 1  | 2  | 2  | 0   | 6  | 準決勝に進出     |
| 3  | フィジー         | 3  | 1  | 0  | 2  | 2  | 10 | −8  | 3  |                  |
| 4  | ニューカレドニア | 3  | 0  | 0  | 3  | 1  | 14 | −13 | 0  |                  |

| 2002年7月6日 |

| フィジー                    | 2 – 1    | ニューカレドニア |
| トマ 23分 · ブカウディ 49分 | リポート | シネド 79分      |

| エリクソン・スタジアム（オークランド） 観客数: 1,000人 主審: デレク・ラグ |

| 2002年7月6日 |

| オーストラリア                    | 2 – 0    | バヌアツ |
| モリ 69分 · デスポトフスキー 85分 | リポート |          |

| エリクソン・スタジアム（オークランド） 観客数: 1,000人 主審: シャルル・アリオティマ |

| 2002年7月8日 |

| バヌアツ     | 1 – 0    | フィジー |
| モランゴ 6分 | リポート |          |

| エリクソン・スタジアム（オークランド） 観客数: 800人 主審: ジョアキム・ソソンガン |

| 2002年7月8日 |

| オーストラリア | 11 – 0   | ニューカレドニア |
| デスポトフスキー 2分, 56分 (pen.), 76分, 77分 · ホルヴァト 15分 · チッパーフィールド 22分, 35分 · モリ 34分 · コスタンツォ 83分 · ポーター 86分 · トリンボリ 90+分 | リポート |                  |

| エリクソン・スタジアム（オークランド） 観客数: 200人 主審: デレク・ラグ |

| 2002年7月10日 |

| バヌアツ    | 1 – 0    | ニューカレドニア |
| イワイ 76分 | リポート |                  |

| エリクソン・スタジアム（オークランド） 観客数: 500人 主審: シャルル・アリオティマ |

| 2002年7月10日 |

| オーストラリア                                                                                          | 8 – 0    | フィジー |
| ミリチッチ 4分 · ポーター 7分, 12分, 45分, 52分 · ジュリッチ 36分 · トリンボリ 46分 · デ・アミシス 89分 | リポート |          |

| エリクソン・スタジアム（オークランド） 観客数: 1,000人 主審: デレク・ラグ |

#### グループ2
| 順 | チーム             | 試 | 勝 | 分 | 敗 | 得 | 失 | 差  | 点 | 出場権または降格 |
| -- | ------------------ | -- | -- | -- | -- | -- | -- | --- | -- | ---------------- |
| 1  | ニュージーランド   | 3  | 3  | 0  | 0  | 19 | 2  | +17 | 9  | 準決勝に進出     |
| 2  | タヒチ             | 3  | 2  | 0  | 1  | 6  | 7  | −1  | 6  | 準決勝に進出     |
| 3  | ソロモン諸島       | 3  | 0  | 1  | 2  | 3  | 9  | −6  | 1  |                  |
| 4  | パプアニューギニア | 3  | 0  | 1  | 2  | 2  | 12 | −10 | 1  |                  |

| 2002年7月5日 |

| パプアニューギニア | 0 – 0    | ソロモン諸島 |
|                    | リポート |              |

| ノース・ハーバー・スタジアム（ノース・ショア・シティ） 観客数: 1,000人 主審: マシュー・ブリーズ |

| 2002年7月5日 |

| ニュージーランド                                                          | 4 – 0    | タヒチ |
| ネルセン 30分 · ヴィセリッチ 49分 · ウーロヴィッチ 80分 · キャンベル 88分 | リポート |        |

| ノース・ハーバー・スタジアム（ノース・ショア・シティ） 観客数: 1,000人 主審: ハリー・アッティソン |

| 2002年7月7日 |

| タヒチ                                                   | 3 – 2    | ソロモン諸島               |
| ブーヌ 42分 · タガワ 57分 · ファトゥプア＝ルカイユ 90+分 | リポート | ダウダウ 8分 · メナピ 25分 |

| ノース・ハーバー・スタジアム（ノース・ショア・シティ） 観客数: 1,000人 主審: マシュー・ブリーズ |

| 2002年7月7日 |

| ニュージーランド                                                                                            | 9 – 1    | パプアニューギニア |
| キレン 9分, 10分, 28分, 51分 · キャンベル 27分, 85分 · ネルセン 54分 · バートン 87分 · デ・グレゴリオ 90+分 | リポート | アイサ 35分 (pen.) |

| ノース・ハーバー・スタジアム（ノース・ショア・シティ） 観客数: 1,000人 主審: レオーネ・ラカロイ |

| 2002年7月9日 |

| タヒチ                            | 3 – 1    | パプアニューギニア |
| ガルシア 29分 · タガワ 49分, 64分 | リポート | ダヴァニ 43分      |

| ノース・ハーバー・スタジアム（ノース・ショア・シティ） 観客数: 800人 主審: レオーネ・ラカロイ |

| 2002年7月9日 |

| ニュージーランド                                                                      | 6 – 1    | ソロモン諸島    |
| ヴィセリッチ 28分, 45分 · ウーロヴィッチ 42分 · キャンベル 50分, 75分 · バートン 88分 | リポート | ファーロド 73分 |

| ノース・ハーバー・スタジアム（ノース・ショア・シティ） 観客数: 1,000人 主審: ハリー・アッティソン |

### 準決勝
|  | 準決勝                 | 準決勝                 |                        |                        | 決勝 | 決勝 |
|  |                        |                        |                        |                        |      |      |
|  | 7月12日 - オークランド |                        |                        |                        |      |      |
|  | オーストラリア         | 2                      |                        |                        |      |      |
|  | タヒチ                 | 1                      |                        |                        |      |      |
|  |                        |                        | 7月14日 - オークランド |                        |      |      |
|  | オーストラリア         | 0                      |                        |                        |      |      |
|  |                        | ニュージーランド       | 1                      |                        |      |      |
|  |                        |                        |                        |                        |      |      |
|  | 3位決定戦              |                        |                        |                        |      |      |
|  | 7月12日 - オークランド | 7月12日 - オークランド | 7月14日 - オークランド | 7月14日 - オークランド |      |      |
|  | ニュージーランド       | 3                      | タヒチ                 | 1                      |      |      |
|  | バヌアツ               | 0                      |                        | バヌアツ               | 0    |      |

| 2002年7月12日 |

| オーストラリア            | 2 – 1 (延長) | タヒチ          |
| ポーター 88分 · モリ 96分 | リポート     | ザヴェロニ 38分 |

| エリクソン・スタジアム（オークランド） 観客数: 400人 主審: デレク・ラグ |

| 2002年7月12日 |

| ニュージーランド                  | 3 – 0    | バヌアツ |
| バートン 13分, 65分 · キレン 23分 | リポート |          |

| エリクソン・スタジアム（オークランド） 観客数: 1,000人 主審: マシュー・ブリーズ |

### 3位決定戦
| 2002年7月14日 |

| タヒチ      | 1 – 0    | バヌアツ |
| オーラ 65分 | リポート |          |

| エリクソン・スタジアム（オークランド） 観客数: 1,000人 主審: レオーネ・ラカロイ |

### 決勝
| 2002年7月14日 |

| ニュージーランド | 1 – 0    | オーストラリア |
| ネルセン 78分    | リポート |                |

| エリクソン・スタジアム（オークランド） 観客数: 4,000人 主審: シャルル・アリオティマ |

| OFCネイションズカップ2002優勝国     |
| ----------------------------------- |
| · ニュージーランド · 2大会ぶり3回目 |